# 36e parallèle sud
Pour les articles homonymes, voir 36e parallèle.
En géographie, le 36e parallèle sud est le parallèle joignant les points de la surface de la Terre dont la latitude est égale à 36° sud.

## Géographie

### Dimensions
Dans le système géodésique WGS 84, au niveau de 36° de latitude sud, un degré de longitude équivaut à 90,164 km ; la longueur totale du parallèle est donc de 32 459 km, soit environ 81 % de celle de l'équateur. Il en est distant de 3 986 km et du pôle Sud de 6 016 km,.

### Régions traversées
Le 36e parallèle sud passe au-dessus des océans sur environ 92 % de sa longueur.

Le tableau ci-dessous résume les différentes zones traversées par le parallèle, d'ouest en est :

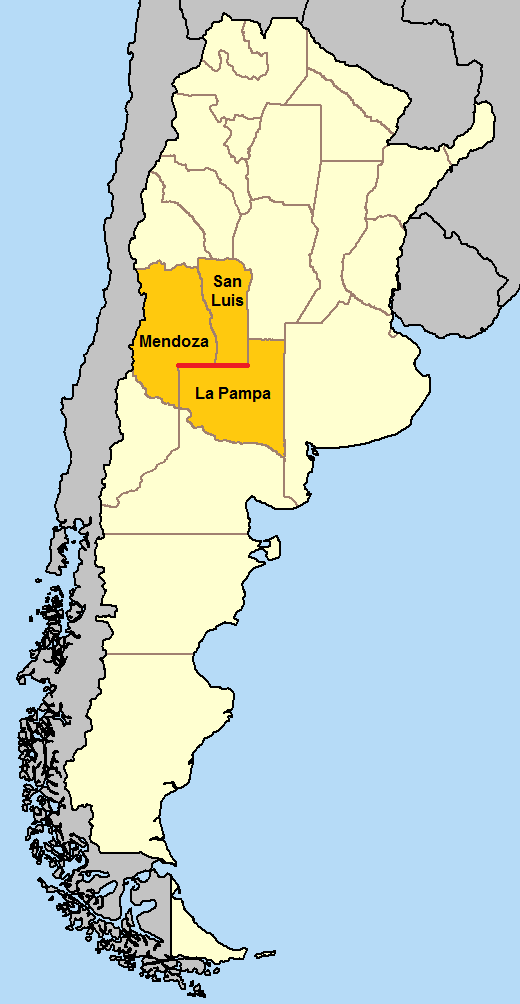
Le 36è parallèle définit une partie de la frontière entre 2 régions de l'Argentine.

| Zone                           | Début                 | Fin                   | Longueur (km) |
| ------------------------------ | --------------------- | --------------------- | ------------- |
| Océans Atlantique et Indien    | 36° 00′ S, 57° 21′ O  | 36° 00′ S, 136° 41′ E | 17 495        |
| Île Kangourou                  | 36° 00′ S, 136° 41′ E | 36° 00′ S, 137° 36′ E | 83            |
| Océan Indien                   | 36° 00′ S, 137° 36′ E | 36° 00′ S, 139° 29′ E | 170           |
| Australie                      | 36° 00′ S, 139° 29′ E | 36° 00′ S, 150° 10′ E | 963           |
| Océan Pacifique                | 36° 00′ S, 150° 10′ E | 36° 00′ S, 173° 47′ E | 2 129         |
| Île du Nord (Nouvelle-Zélande) | 36° 00′ S, 173° 47′ E | 36° 00′ S, 174° 30′ E | 65            |
| Océan                          | 36° 00′ S, 174° 30′ E | 36° 00′ S, 72° 47′ O  | 10 163        |
| Amérique du Sud                | 36° 00′ S, 72° 47′ O  | 36° 00′ S, 57° 21′ O  | 1 392         |

## Villes
Les principales villes situées à moins d'un demi-degré de part et d'autre du parallèle sont :
- Australie : Albury
- Chili : Linares, Cauquenes
- Nouvelle-Zélande : Whangarei

## Frontière
En Argentine, le 36e parallèle sud forme une partie de la frontière entre les provinces de Mendoza et de La Pampa.